# Huanímaro
Huanímaro  è un comune dello stato di Guanajuato, nel Messico centrale, il cui capoluogo è l'omonima località.
La municipalità conta 20.117 abitanti (2010) e ha un'estensione di 127,52 km².